# Bearskin Airlines
Bearskin Lake Air Services Ltd., действующая как Bearskin Airlines — региональная авиакомпания Канады со штаб-квартирой в городе Медисин-Хат (провинция Онтарио), работающая на рынке пассажирских и грузовых авиаперевозок северной части Онтарио и в провинции Манитоба. Главным транзитным узлом (хабом) авиакомпании является Международный аэропорт Тандер-Бей, дополнительными хабами — Аэропорт Су-Лукаут и Международный аэропорт Виннипег имени Джеймса Армстронга Ричардсона.

## История
Авиакомпания была основана в 1963 году пилотом Отто Джоном Эгландом и начала операционную деятельность в июле того же года с полётов в Биг-Трот-Лейк, провинция Онтарио. На первом этапе компания осуществляла только чартерные перевозки, выполняя полёты в дальние населённые пункты коренных народов севера на самолётах, оснащённых лыжами (в зимнее время) и поплавками (для посадок на водную поверхность).
В 1977 году Bearskin Airlines открыла первый регулярный рейс из Биг-Трот-Лейк в город Су-Лукаут. В течение следующих лет компания постепенно расширяла свою маршрутную сеть, добавляя регулярные рейсы в Тандер-Бей, Кенору и Виннипег. В это же время правительство провинции Онтарио начало работы по строительству новых аэродромов круглогодичного доступа в северных общинах коренных народов. Поскольку инфраструктура новых аэродромов местного значения строилась с грунтовыми взлётно-посадочными полосами, в конце 1970-х — начале 1980-х годов Bearskin Airlines смогла полностью отказаться от самолётов с заменяемыми шасси и перейти на самолёты с обычными колёсными шасси.
После банкротства авиакомпании NorOntario в 1996 году Bearskin Airlines получила более двух третей её маршрутной сети, расширив тем самым собственную географию полётов регулярными рейсами по всем крупным городам северной части провинции Онтарио, а три года спустя компания вышла и северные районы соседней провинции Манитоба. В 2003 году авиакомпания продала права на выполнение рейсов в северные общины коренных народов другому перевозчику Wasaya Airways, сосредоточившись тем самым на выполнении регулярных пассажирских перевозок и подчёркивая свой новый статус региональной авиакомпании.
В настоящее время штат Bearskin Airlines составляют 240 работников.

## Маршрутная сеть авиакомпании
По состоянию на январь 2008 года авиакомпани Bearskin Airlines выполняла регулярные перевозки по следующим направлениям Канады:
| Маршрутная сеть авиакомпании Bearskin Airlines | Маршрутная сеть авиакомпании Bearskin Airlines                      | Маршрутная сеть авиакомпании Bearskin Airlines | Маршрутная сеть авиакомпании Bearskin Airlines | Маршрутная сеть авиакомпании Bearskin Airlines |
| ---------------------------------------------- | ------------------------------------------------------------------- | ---------------------------------------------- | ---------------------------------------------- | ---------------------------------------------- |
| Город                                          | Аэропорт                                                            | Примечания                                     |                                                |                                                |
| Онтарио                                        |                                                                     |                                                |                                                |                                                |
| Драйден                                        | Региональный аэропорт Драйден                                       |                                                |                                                |                                                |
| Форт-Франсес                                   | Муниципальный аэропорт Форт-Франсес                                 |                                                |                                                |                                                |
| Капасказинг                                    | Аэропорт Капасказинг                                                |                                                |                                                |                                                |
| Кенора                                         | Аэропорт Кенора                                                     |                                                |                                                |                                                |
| Муниципалитет Ватерлоо                         | Международный аэропорт региона Ватерлоо                             |                                                |                                                |                                                |
| Норт-Бей                                       | Аэропорт Норт-Бей имени Джека Гарланда                              |                                                |                                                |                                                |
| Оттава                                         | Международный аэропорт Оттава имени Макдональда-Картье              |                                                |                                                |                                                |
| Ред-Лейк                                       | Аэропорт Ред-Лейк                                                   |                                                |                                                |                                                |
| Су-Сент-Мари                                   | Аэропорт Су-Сент-Мари                                               |                                                |                                                |                                                |
| Су-Лукаут                                      | Аэропорт Су-Лукаут                                                  |                                                |                                                |                                                |
| Большой Садбери                                | Аэропорт Большой Садбери                                            |                                                |                                                |                                                |
| Тандер-Бей                                     | Международный аэропорт Тандер-Бей                                   |                                                |                                                |                                                |
| Тимминс                                        | Аэропорт Тимминс                                                    |                                                |                                                |                                                |
| Манитоба                                       |                                                                     |                                                |                                                |                                                |
| Флин-Флон                                      | Аэропорт Флин-Флон                                                  |                                                |                                                |                                                |
| Линн-Лейк                                      | Аэропорт Линн-Лейк                                                  |                                                |                                                |                                                |
| Пас                                            | Аэропорт Пас                                                        |                                                |                                                |                                                |
| Виннипег                                       | Международный аэропорт Виннипег имени Джеймса Армстронга Ричардсона |                                                |                                                |                                                |

### Рейсы

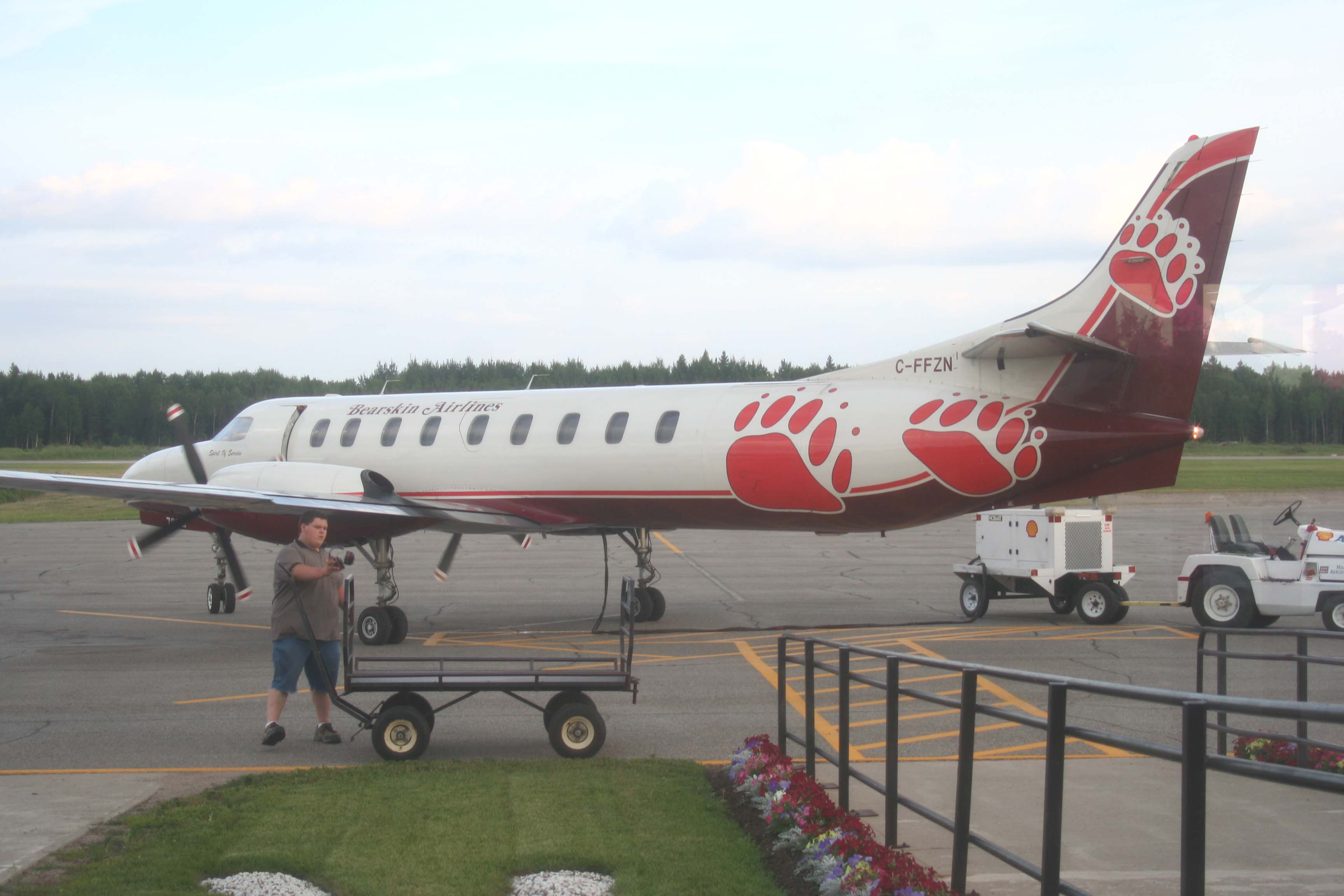
Fairchild Swearingen Metroliner авиакомпании Bearskin Airlines

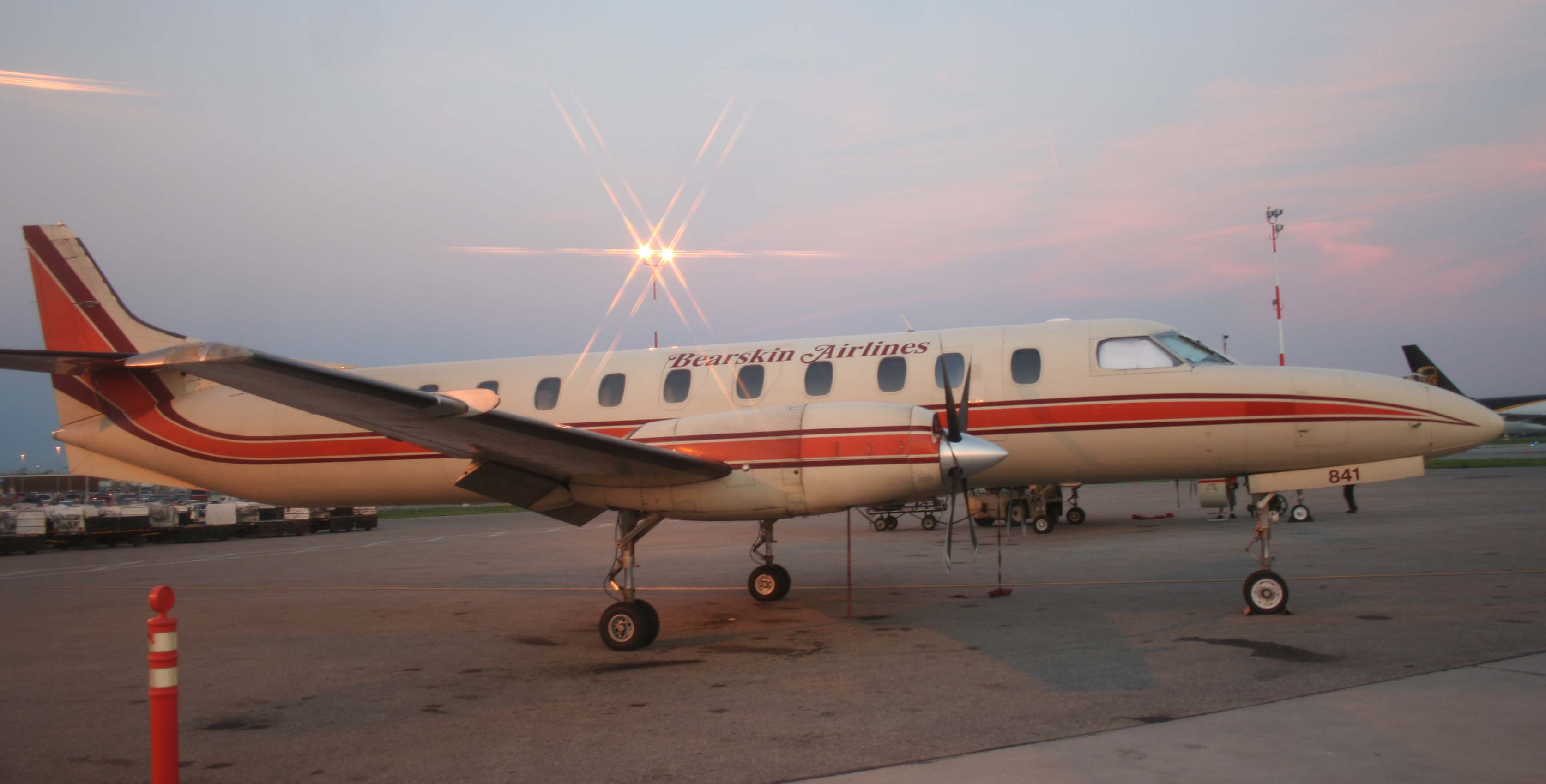
Fairchild Swearingen Metroliner авиакомпании Bearskin Airlines

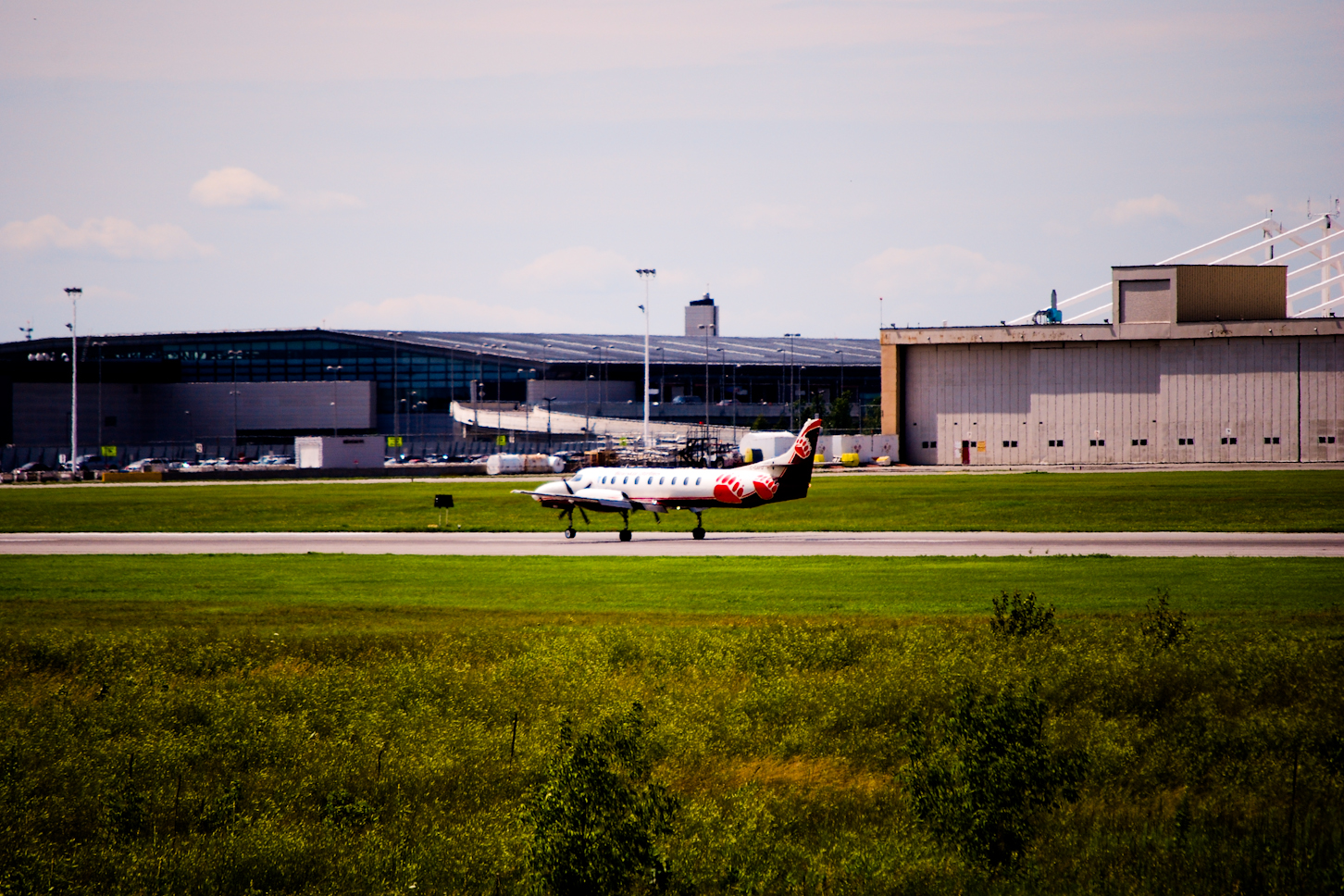
Fairchild Swearingen Metroliner (C-GAFO)

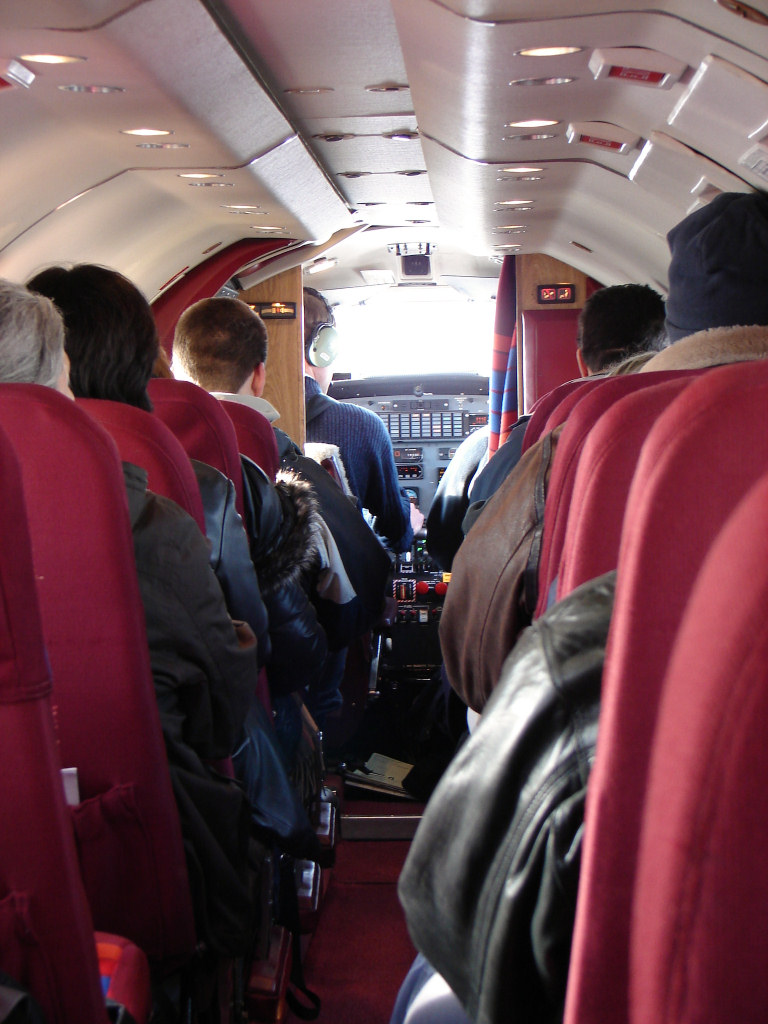
Салон Fairchild Swearingen Metroliner Bearskin Airlines

| Пункт вылета:                                                                 | Пункт прибытия:                                         |
| ----------------------------------------------------------------------------- | ------------------------------------------------------- |
| Флин-Флон, Манитоба                                                           | Линн-Лейк (Манитоба), Пас, Виннипег                     |
| Линн-Лейк, Манитоба                                                           | Флин-Флон, Манитоба                                     |
| Пас, Манитоба                                                                 | Флин-Флон (Манитоба) и Виннипег                         |
| Международный аэропорт Виннипег имени Джеймса Армстронга Ричардсона, Манитоба | Флин-Флон, Пас, Кенора (Онтарио), Ред-Лейк (Онтарио)    |
| Ред-Лейк, Онтарио                                                             | Виннипег, Су-Лукаут, Драйден                            |
| Кенора, Онтарио                                                               | Драйден, Виннипег, Форт-Франсес                         |
| Драйден, Онтарио                                                              | Кенора, Ред-Лейк, Су-Лукаут, Тандер-Бей                 |
| Су-Лукаут, Онтарио                                                            | Тандер-Бей, Ред-Лейк, Драйден                           |
| Форт-Франсес, Онтарио                                                         | Тандер-Бей, Кенора                                      |
| Тандер-Бей, Онтарио                                                           | Форт-Франсес, Су-Лукаут, Су-Сент-Мари, Садбери, Драйден |
| Су-Сент-Мари, Онтарио                                                         | Тандер-Бей, Садбери                                     |
| Капасказинг, Онтарио                                                          | Тимминс                                                 |
| Тимминс, Онтарио                                                              | Капасказинг, Садбери                                    |
| Садбери, Онтарио                                                              | Тандер-Бей, Су-Сент-Мари, Оттава, Норт-Бей, Тимминс     |
| Норт-Бей, Онтарио                                                             | Оттава, Садбери                                         |
| Международный аэропорт Оттава имени Макдональда-Картье                        | Садбери, Китченер/Ватерлоо, Норт-Бей                    |
| Муниципалитет Ватерлоо, Онтарио                                               | Оттава                                                  |

## Флот
По состоянию на июль 2009 года воздушный флот авиакомпании Bearskin Airlines состоял только из самолётов Fairchild Swearingen Metroliner:
- 14 Fairchild Swearingen Metroliner

### Выведенные из эксплуатации
Прежние самолёты, эксплуатировавшиеся авиакомпанией Bearskin Airlines:
- Beechcraft 18
- Beechcraft 99
- Beechcraft King Air 100
- Cessna 180
- Cessna 185
- De Havilland DHC-2 Beaver
- de Havilland DHC-3 Otter
- Noorduyn Norseman
- Pilatus PC-12
- Piper Aztec
- Piper Navajo и Navajo Chieftain

## Бонусная программа
Авиакомпания Bearskin Airlines входит в бонусную программу Aeroplan поощрения часто летающих пассажиров.

## Авиапроисшествия и несчастные случаи
- 1 мая 1995 года. Самолёт Fairchild Swearingen Metroliner, следовавший рейсом 362, при заходе на посадку в аэропорт Су-Лукаут столкнулся с самолётом Piper PA-31 Navajo авиакомпании Air Sandy. Погибли все пассажиры и пилоты обоих самолётов[5].
- 4 декабря 1997 года. При совершении посадки в аэропорту Вебекуи самолёт Beechcraft Model 99 рейса 310 упал на взлётно-посадочную полосу по причине слишком высокой вертикальной скорости на снижении. О пострадавших не сообщалось[6].
- 29 января 2003 года. Самолёт Beechcraft Model 99 после взлёта начал набирать высоту, в процессе подъёма возникли технические трудности в работе авиагоризонта. Лайнер пошёл на снижение со скоростью около 600 метров в минуту, затем КВС удалось взять режим полёта под свой контроль, однако предотвратить столкновение пилот не успел. Самолёт ударился о лёд замёрзшего озера, оба винта были серьёзно повреждены. О пострадавших в результате инцидента не сообщалось[7].